# حسين مجلي
حسين محمد مجلي الرواشده مواليد 1937 في بلدة الكتة في محافظة جرش الأردنية، وهو وزير العدل الأردني السابق ونقيب المحامين الأردنيين لأكثر من دورة، فاز بعضوية مجلس النواب الأردني سنة 1989 عن محافظة جرش. عضو سابق في مجلس كلية الحقوق بالجامعة الأردنية ومحاضر سابق في كلية الحقوق بالجامعة الأردنية. عضو بالمكتب الدائم لاتحاد المحامين العرب لأثني عشر عاما. أول محام من الأردن في نقابة المحامين الدولية. عضو في مجلس المعهد القضائي. رئيس المنتدى العربي. يكنّى بأبي شجاع، أب لخمسة أولاد شجاع ، وميض، طارق، حنين وهديل.
أقسم حسين مجلي الرواشده اليمين الدستورية أمام الملك عبد الله الثاني وزيراً للعدل في حكومة معروف البخيت يوم الأربعاء 9 شباط 2011 وتقدم باستقالته يوم الخميس 26 مايو 2011 احتجاجاً على عدم جدية الحكومة بالقيام بإصلاحات ويعرف حسين مجلي بمواقفه اتجاه الجندي أحمد الدقامسة حيث طالب من خلال اعتصام حدث أمام وزارة العدل بعد أربع أيام من تسلمه حقيبة الوزارة باخلاء سبيل الجندي أحمد الدقامسة ووصفه بالبطل وقال ما كان يستحق أن يكون سجيناً أصلاً.
انتسب لنقابة المحامين عام 1965، وكان عضواً بالمكتب الدائم لاتحاد المحامين العرب لمدة 12 سنة. وهو أول محام من الأردن في نقابة المحامين الدولية.